# Calendario de Ussher-Lightfoot

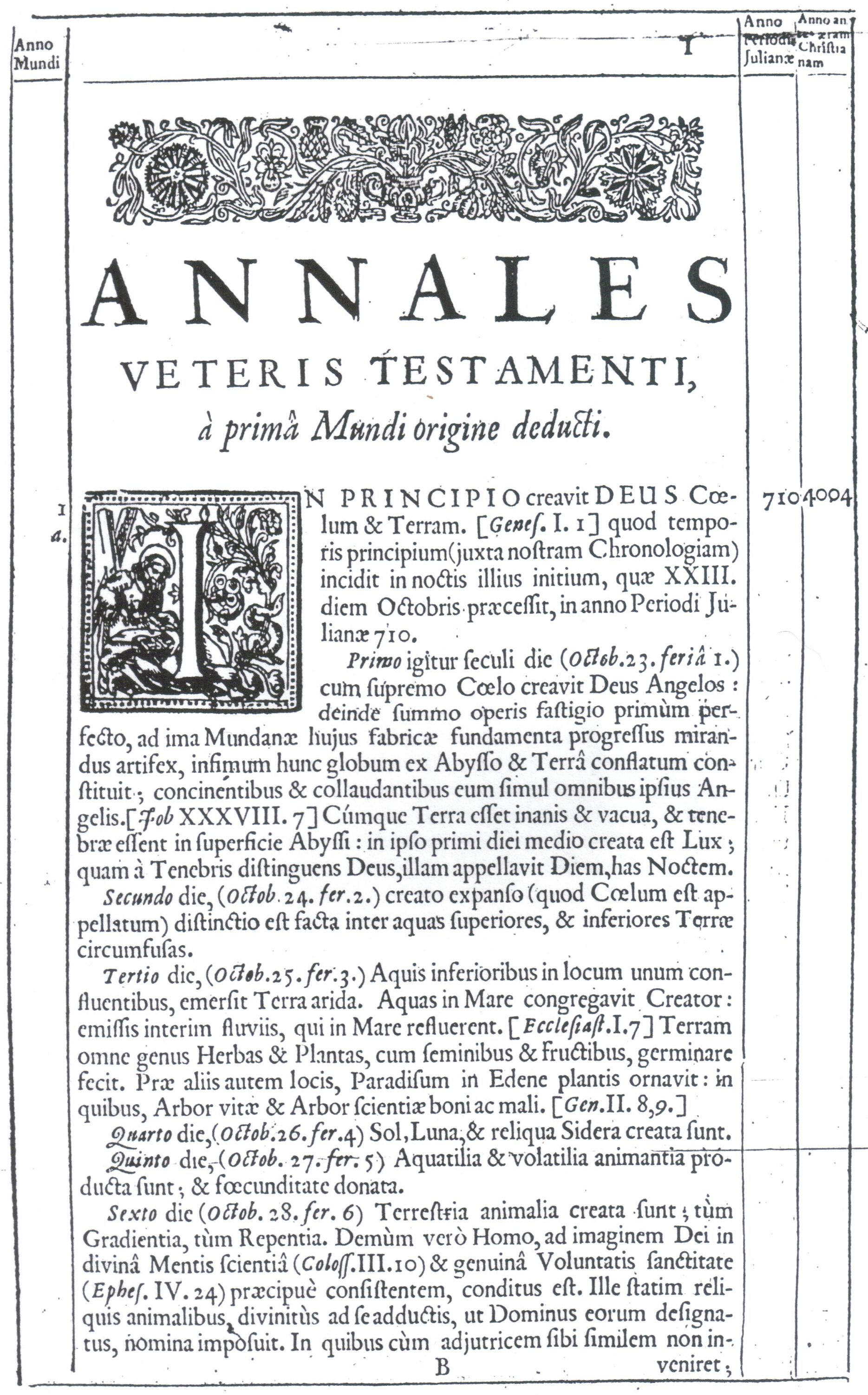
Primera página de Los anales del «Antiguo testamento», que deducen los orígenes primeros del mundo, de 1650.

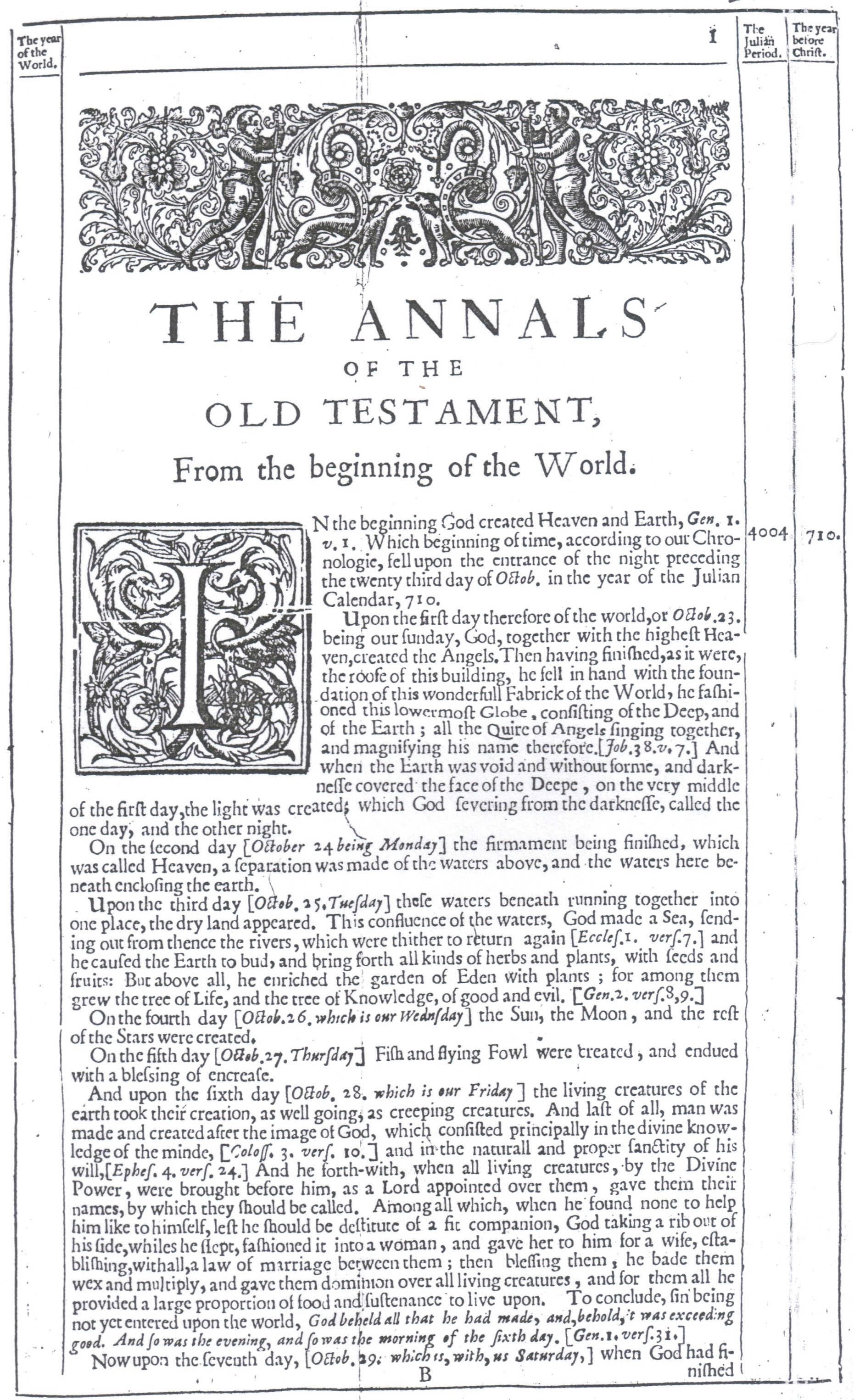
El texto traducido al inglés por el propio Ussher: Los anales del «Antiguo testamento» desde el principio del mundo.

La Cronología Ussher es una cronología de la historia del mundo formulada en el siglo XVII mediante una lectura interpretativa de la Biblia. Su autor fue James Ussher, Arzobispo anglicano del condado de Armagh (en la actual Irlanda del Norte). La cronología se asocia con la ideología del creacionismo de la Tierra Joven, ya que sostiene que nuestro mundo y el Universo fueron creados hace pocos milenios.
La obra de Ussher lleva el título, en latín, de Annales Veteris Testamenti, a prima mundi origine deducti, una cum rerum Asiaticarum et Aegyptiacarum chronico, a temporis historici principio usque ad Maccabaicorum initia producto ("Anales del Antiguo Testamento, deducido de los orígenes primigenios del mundo, crónica integrada de los asuntos asiáticos y egipcios desde el comienzo del tiempo histórico hasta el advenimiento de los Macabeos"), y se enmarca en el debate histórico teológico acerca de la edad de la Tierra; un tema abordado por los autores cristianos desde la Antigüedad para unir la llamada Historia Profana, esto es la historia del mundo de la civilización grecorromana, con la Historia Sagrada narrada en las Escrituras. 
A veces se la denomina también cronología Ussher-Lightfoot, incluyendo el aporte de John Lightfoot, quien publicó una cronología similar en 1642-1644. Sin embargo, se trata de un nombre incorrecto, ya que la cronología está basada en el trabajo de Ussher y no en el de Lightfoot. Ussher dedujo que el primer día de la creación comenzó el domingo 23 de octubre (según el calendario juliano) del año 4004 a. C. a las nueve de la mañana, cerca del equinoccio de otoño, mientras que similarmente Lightfoot dedujo que la creación comenzó el atardecer próximo al equinoccio de otoño, pero en el año 3929 a. C.
La fecha propuesta por Ussher de 4004 a. C. difiere poco de las estimadas de Beda (3952 a. C.) o por el contemporáneo de Ussher, Joseph Justus Scaliger (3949 a. C.). La elección específica de Ussher de ese año pudo haber sido influida por la creencia de que la historia de Mundo sería de seis mil años (cuatro mil anteriores al nacimiento de Cristo y dos mil, posteriores), correspondiente a los seis días de la Creación, interpretados según la Segunda Epístola de san Pedro (3:8) donde se lee que para Dios, "...un día es como mil años y mil años, como un día".

## Método de Ussher
Las cronologías de Ussher y otros estudiosos de la Biblia tienen tanta similitud dado que han usado más o menos la misma metodología para calcular acontecimientos claves registrados en la Biblia. Su trabajo se complicó porque la Biblia fue compilada de diferentes fuentes a través de los siglos con diferentes versiones y grandes vacíos cronológicos, haciendo imposible hacer una simple suma de las edades y fechas que contiene. En su artículo sobre el calendario de Ussher, James Barr ha identificado tres períodos distintos que Ussher tuvo que encarar:
- Era temprana (De la creación a Salomón). Al parecer el período más fácil, ya que la Biblia señala un linaje masculino continuo desde Adán y Eva hasta Salomón, junto con las edades de los individuos involucrados. Sin embargo, no todas las versiones de la Biblia proporcionan las mismas edades —la Versión de los Setenta— (traducción más antigua conocida en griego del Viejo Testamento datada en el siglo III a. C., y supuestamente traducida por 72 estudiosos hebreos) da fechas más tardías, retrasando alrededor de 1500 años la fecha de la creación. Ussher resolvió este problema apoyándose en la Biblia hebrea.

- Primera era de los Reyes (De Salomón a la destrucción del templo de Jerusalén y al destierro de los judíos a Babilonia). El linaje se interrumpe en este punto, disponiéndose solo de la duración del reinado de los reyes y con numerosos solapamientos y ambigüedades complicando el cuadro. Ussher tuvo que cruzar los registros bíblicos con fechas conocidas de otras personas y gobernantes para crear una cronología integrada.

- Segunda era de los Reyes (De Esdras y Nehemías al nacimiento de Jesús). No se proporciona información en la Biblia. Ussher y sus seguidores tuvieron que intentar vincular cada acontecimiento conocido de este periodo con otro datable en otras culturas, como las de los caldeos, persas o romanos. Por ejemplo, la muerte del rey Nabucodonosor que conquistó Jerusalén el año 586 a. C. se podía relacionar con el año 37 del exilio de Jeconías (2 Reyes 25,27).

Usando estos métodos, Ussher podía establecer la fecha de la Creación hacia el año 4000 a. C. La situó en el 4004 a. C. por considerar el error cometido por Dionisio el Exiguo, el creador del sistema de datación desde el año del nacimiento de Cristo. Flavio Josefo señaló que la muerte de Herodes el grande ocurrió el año 4 a. C., por lo que Jesús no habría podido nacer después de esa fecha. Jesús nació entre el año 37 a. C. (cuando Herodes comenzó a gobernar) y el 4 a. C. Ussher calculó que el año del nacimiento de Cristo debía haber sido el 4 a. C.
La estación en que tuvo lugar la Creación era un importante tema de discusión teológica en tiempos de Ussher. Muchos eruditos pensaban que había ocurrido en primavera, en el comienzo de las cronologías babilónicas, caldeas y de otras culturas. Otros, incluyendo Ussher, pensaron que era más probable que hubiese ocurrido en otoño, en gran medida porque esa estación marcaba el principio del año judío.
Ussher usó el calendario hebreo para establecer la creación el domingo más cerca al equinoccio otoñal. El día de la semana fue un cálculo posterior a partir de los seis días de la creación con Dios descansando el séptimo, que en la tradición judía es sábado: por lo tanto la creación comenzó el domingo. Las tablas astronómicas que probablemente utilizó Ussher eran las Tabulae Rudolphinae de Kepler (Tablas Rudolfinas, 1627). Usándolas, habría concluido que el equinoccio ocurrió el martes 25 de octubre, solamente un día antes que el día tradicional de su creación, en el cuarto día de la semana de la creación, miércoles, junto con el Sol, la Luna, y las estrellas (Génesis 1,16). Los cálculos modernos sitúan el equinoccio otoñal de 4004 a. C. el domingo 23 de octubre.
Ussher indicó su fecha para la Creación (noche precedente al 23 de octubre) en la primera página de los Annales en latín y en la primera página de su traducción inglesa Annals of the World (1658). La versión siguiente del inglés se basa en ambos, con un grave error en la versión inglesa de 1658, corregida refiriéndose a la versión latina.
En el principio, Dios creó el cielo y la tierra (Génesis 1,1). El principio del tiempo, de acuerdo con nuestra cronología, tuvo lugar al comienzo de la noche que precedió al 23 de octubre de 710 (período) juliano. El año 4004 a. C.

## La historia de la Tierra según Ussher
- 4004 a. C. - Creación.
- 2348 a. C. - Diluvio universal.
- 1921 a. C. - Llamamiento de Dios a Abraham.
- 1491 a. C. - Éxodo de Egipto
- 1012 a. C. - Fundación del Templo de Jerusalén.
- 586 a. C. - Destrucción del Templo de Jerusalén por Babilonia y comienzo del destierro babilonio.
- Año 4 a. C. - Nacimiento de Jesús.